# Hacıyusuf, Kahta
Hacıyusuf là một xã thuộc huyện Kahta, tỉnh Adıyaman, Thổ Nhĩ Kỳ. Dân số thời điểm năm 2011 là 196 người.